# Grad Steničnjak
Grad Steničnjak (Roknićev grad) (nemško Stenischnach) se je kot srednjeveška mogočna trdnjava nahajal jugovzhodno od Karlovca na Kordunu v bližini vasi Sjeničak oziroma zaselka Roknić na vzpetini iznad potoka Tržac. Ostanki ruševin so borni.  

## Zgodovina
Grad ali utrdba je bila v lasti hrvaške plemiške rodbine Babonićev že, ko je bila prvič omenjena v viru iz leta 1278 kot Castrum suun Stenesnak, ko je utrjen grad ban Nikolaj Gising prepustil v zastavo Stjepanu Baboniću. Vendar naj bi bil grad grajen že v začetku 12. stoletja (okoli leta 1105).  Po gradu so Babonići nosili tudi pridevnik "de Stenischnach. Grad imajo v posesti še leta 1299.  Ker naj bi bil Ivan Babonić leta 1325 odrekal pokorščino kralju, mu je ban Mikac leta 1327 grad v imenu kralja odvzel. Leta 1380  je kralj Ludvik grad in gospostvo dal v zastavo krškemu knezu Štefanu Frankopanu in njegovi ženi Katarini za 10000 dukatov. Leta 1390 Štefan umre in upravo nad gradom in gospostvom vodi vdova Katarina, s katero imata v nasledstvu le eno hči Elizabeto, ki se leta  1405  poroči s Celjskim grofom  Friderikom II, in svojemu možu oziroma Celjskim z doto prinese grad in gospostvo Steničnjak.  Ogrski kralj Sigismund pa leta 1415 last nad gradom in gospostvom potrdi glavi družine Hermanu II.  
Po smrti Friderika II. leta  1454 in Celjskih grofov in knezov leta 1456  je še istega leta grad zasedel knez Martin Frankopan, ki je smatral, da je naslednik. Ogrski kralj Matija Korvin mu je last nad gradom potrdil leta 1464 in sicer do njegove smrti tj. 1479. Nato so od 1492 z gradom in posestjo gospodarili grof in hrvaški ban Ladislav Egervarski, nakar je z ženitvami prišel v posest Kanižajem in nato grofom Nadasdy.  Ker so Frankopani na osnovi rodbinskih vezi smatrali, da bi moral grad pripadati njim, in ko niso uspeli pri kralju, ga je leta 1538 nasilno zasedel knez Jurij Slunjski (Slunjska veja Frankopanov). Jurij Slunjski je na gradu gospodaril do smrti leta 1543, nakar so grad ponovno prevzeli Nadasdy; lastništvo nad gradom je Tomažu Nadasdy ponovno potrdil kralj Ferdinand leta 1557. 
Grad in gospostvo Steničnjak so leta 1522 začeli napadati in ropati Turki iz Bosne. Večji napadi so bili še v letih 1541, 1548, 1565, 1574. V tem času se je na gradu Steničnjak dvakrat sestal hrvaški Sabor; drugič 1558. 
Zaradi vse manjšega gospodarskega pomena so grofje Nadasdy 1574 dali grad in posest v zakup grofu Herbertu (Turjaškemu) Auerspergu, ki je bil poveljnik krajišnikov - kapetan v Karlovcu, ko je bila ustanovljena Vojna Krajina. Grad je bil izpraznjen 1585 in 1613 v njem več ne stanuje niti oskrbnik gospostva.  Njegov zadnj lastnik je z ženitvijo postal leta 1669 grof Ivan Drašković, ki je na skoraj neobljudeno gospostvo naseljeval pravoslavne Vlahe. Draškovići so 1783 največji del posesti odstopili Vojni Krajini in v zameno leta 1788 dobili veliko posest  Banluk na Madžarskem. Grad in utrdba Steničnjak  je bil opuščen in porušen v avstrijsko-turških vojnah že v začetku 17. stoletja.